# Svjetska mladež zelenih
Svjetska mladež zelenih (engleski: Global Young Greens) međunarodni je politički pomladak (mladež) stranaka zelene politike. Okuplja mlade političare i ekološke aktiviste do 35 godina statosti. 
Osnovana je u Nairobiju 2007., kada je potpisana i Međunarodna povelja Zelenih kojom su određeni ustroj i djelovanje Mladeži. Sjedište organizacije nalazi se u glavnom belgijskom gradu Bruxellesu.
Službeno je ustrojena kao neprofitna politička udruga pod zakonima belgijske vlade s međunarodnim djelovanjem.
Glavne značajke SMZ-a (engleska pokrata GYG) su borba za socijalnu pravdu i mir, poštovanje i jednakost svih ljudi bez obzira na vjeru, rasu ili narodnost te ekološki aktivizam i promidžba obnovljive energije. Uz nabrojano, vezuje se i uz feminizam, liberalizaciju i stvaranje jedinstvenog svjetskog tržišta te borbu protiv genetički uzgojene hrane na svjetskoj razini i uz podršku vodećih političkih čelnika.

## Vanjske poveznice
- Global Young Greens - službena mrežna mjesta (engl.)